# Lucjan Motyka
Lucjan Motyka (ur. 4 maja 1915 w Krakowie, zm. 22 listopada 2006 w Warszawie) – polski działacz młodzieżowy i związkowy, polityk socjalistyczny, minister kultury i sztuki (1964–1971), ambasador PRL w Czechosłowacji (1971–1975), Bułgarii (1978–1980) i Szwajcarii (1980–1983), poseł do Krajowej Rady Narodowej, na Sejm Ustawodawczy oraz na Sejm PRL I, II, III, IV, V i VII kadencji. Budowniczy Polski Ludowej.

## Życiorys
Posiadał wykształcenie średnie. Od 1931 robotnik budowlany, działacz młodzieżowy i związkowy, m.in. Związku Zawodowego Transportowców i Towarzystwa Uniwersytetu Robotniczego, od tego samego roku także działacz Polskiej Partii Socjalistycznej, w 1937 osadzony przez sześć miesięcy w obozie w Berezie Kartuskiej. Podczas okupacji niemieckiej pracował w Wieliczce, jednocześnie działał w konspiracji. W latach 1943–1944 przebywał w obozie koncentracyjnym w Auschwitz.
Od kwietnia do listopada 1945 I sekretarz Wojewódzkiego Komitetu „lubelskiej” PPS w Krakowie, w latach 1945–1947 sekretarz Komitetu Centralnego Związków Zawodowych. Od 1947 do 1948 był przewodniczącym Centralnego Komitetu Organizacji Młodzieży Towarzystwa Uniwersytetu Robotniczego. W latach 1948–1949 był sekretarzem generalnym Związku Młodzieży Polskiej. W latach 1949–1950 był dyrektorem Głównego Urzędu Kultury Fizycznej, a w latach 1950–1951 był przewodniczącym Głównego Komitetu Kultury Fizycznej. Od 1951 pracował w Ministerstwie Kultury i Sztuki, początkowo jako dyrektor departamentu, a następnie dyrektor Centralnego Zarządu Sztuk Plastycznych i Wystaw. W latach 1955–1957 podsekretarz stanu w Ministerstwie Kultury i Sztuki.
W 1948 wraz z PPS przystąpił do Polskiej Zjednoczonej Partii Robotniczej. W latach 1948–1980 był członkiem Komitetu Centralnego PZPR. Zaliczany do byłych członków PPS zbliżonych do „puławian” podczas walki o władzę w kierownictwie PZPR w latach pięćdziesiątych. Od lutego 1957 do grudnia 1964 był I sekretarzem Komitetu Wojewódzkiego PZPR w Krakowie.
Od 12 grudnia 1964 do 26 października 1971 był ministrem kultury i sztuki w trzecim  i czwartym rządzie Józefa Cyrankiewicza oraz w rządzie Józefa Cyrankiewicza i Piotra Jaroszewicza. Członek Ogólnopolskiego Komitetu Frontu Jedności Narodu w 1968. W czerwcu 1968 wszedł w skład Komitetu Honorowego obchodów 500. rocznicy urodzin Mikołaja Kopernika. W latach 1945–1972 i 1976–1980 był posłem do Krajowej Rady Narodowej, na Sejm Ustawodawczy oraz na Sejm PRL I, II, III, IV, V i VII kadencji, w latach 1946–1947 przewodniczący Komisji Administracji i Bezpieczeństwa KRN. Od 1971 był członkiem Obywatelskiego Komitetu Odbudowy Zamku Królewskiego w Warszawie.
Od 1971 do 1975 był ambasadorem PRL w Pradze. Następnie w latach 1975–1977 był kierownikiem Wydziału Kultury KC PZPR. W latach 1978–1980 był ambasadorem w Sofii, a od 1980 do 1983 w Bernie.
Na emeryturze był powoływany w skład wielu ciał doradczych i komitetów honorowych. W latach 1986–1989 członek Rady Konsultacyjnej przy Przewodniczącym Rady Państwa Wojciechu Jaruzelskim. Był długoletnim członkiem Komitetu Redakcyjnego kwartalnika KC PZPR „Z Pola Walki” oraz członkiem Rady Naczelnej i Zarządu Głównego Związku Bojowników o Wolność i Demokrację. W maju 1985 wybrany na jednego z wiceprezesów Zarządu Głównego ZBoWiD. Od czerwca 1985 był członkiem Komitetu Redakcyjnego dla opracowania Pism zebranych Władysława Gomułki. Członek Rady Ochrony Pomników Walki i Męczeństwa (w latach 1988–1990 Rada Ochrony Pamięci Walk i Męczeństwa). Wieloletni przewodniczący Towarzystwa Opieki nad Oświęcimiem oraz sekretarz generalny Międzynarodowego Komitetu Oświęcimskiego. 28 listopada 1988 wszedł w skład Honorowego Komitetu Obchodów 40-lecia Kongresu Zjednoczeniowego PPR-PPS – powstania PZPR. W maju 1989 został przewodniczącym Komitetu Założycielskiego Towarzystwa Polsko-Żydowskiego
Był żonaty z Anielą Zdzisławą z domu Kieres (1921–2003).
Zmarł w Warszawie, pochowany na cmentarzu Wojskowym na Powązkach (kwatera H-16-4).

## Ordery i odznaczenia (lista niepełna)
- Order Budowniczych Polski Ludowej (1980)[11]
- Order Sztandaru Pracy I klasy[12]
- Krzyż Komandorski Orderu Odrodzenia Polski
- Order Krzyża Grunwaldu III klasy (1946)[13]
- Krzyż Oficerski Orderu Odrodzenia Polski (19 lipca 1946)[14]
- Krzyż Kawalerski Orderu Odrodzenia Polski
- Krzyż Oświęcimski (1985)[15]
- Medal „Za udział w walkach w obronie władzy ludowej” (1986)[16]
- Medal 30-lecia Polski Ludowej (1974)
- Medal 40-lecia Polski Ludowej (1984)
- Medal 10-lecia Polski Ludowej (19 stycznia 1955)[17]
- Brązowy Medal „Za zasługi dla obronności kraju” (1968)[18]
- Medal im. Ludwika Waryńskiego (1986)[19]
- Odznaka tytułu honorowego „Zasłużony dla Kultury Narodowej” (1987)[20]
- Odznaka „Zasłużony Działacz Kultury Fizycznej” (1966)[21]
- Odznaka 1000-lecia Państwa Polskiego (1966)[22]
- Odznaka „Za Zasługi dla ZBoWiD”
- Złota Odznaka Honorowa Towarzystwa Przyjaźni Polsko-Radzieckiej (1967)[23]
- Odznaka honorowa Stowarzyszenia Bibliotekarzy Polskich (1968)[24]
- Pamiątkowy Medal z okazji 40. rocznicy powstania Krajowej Rady Narodowej (1983)[25]
- Medal pamiątkowy „40-lecia PZPR” (1988)[26]
- Złota odznaka „Zasłużony dla Dolnego Śląska” (1970)[27]
- Odznaka „Budowniczy Nowej Huty” (1959)[28]
- Honorowy Medal Międzynarodowej Federacji Bojowników Ruchu Oporu (1986)[29]
- Order Jeźdźca z Madary I stopnia (Bułgaria, 1980)[30]
- Wielki Oficer Orderu Lwa Białego (Czechosłowacja, 1975)[31]
- Honorowy Medal 50-lecia Mongolskiej Rewolucji Ludowej (Mongolia, 1971)[32]
- Krzyż Wielkiego Oficera Orderu Zasługi Republiki Włoskiej (Włochy, 1965)[33][34]
- Medal 250-lecia Politechniki Czeskiej w Pradze (CVUT) (1973)[35]
- Dyplom honorowy Komitetu do spraw Wydawnictw przy Radzie Ministrów ZSRR (1968)[36]
- Tytuł „Honorowego Obywatela Nowego Sącza” (1962)[37]
- Honorowy członek Związku Polskich Artystów Plastyków (1964)[38]